# Gaj urni – Krematorij
Gaj urni – Krematorij prvi je krematorij podignut u Hrvatskoj. Nalazi se na zagrebačkom groblju Mirogoju. Površina iznosi 20 hektara. Po podatcima od 1. siječnja 2017. godine na ovom je krematoriju pokopano 31.659 osoba, a prisutno je 15.895 grobnih mjesta.

## Povijest
Krematorij je izgrađen prema projektu arhitekata Marijana Hržića, Davora Mancea i Zvonimira Krznarića. Prostorni i hortikulturni projekt groblja Gaj urni izradio je Miroslav Kollenz. Krematorij svečano je otvoren 11. studenoga 1985. godine. Prvi pokojnik kremiran je 30. siječnja 1986. godine, a prva osoba pokopana je 4. travnja iste godine.

## Vanjske poveznice
- Gradnja zagrebačkog krematorija. Intiman i dostojanstven ugođaj, pripremio: Branko Nadilo, Građevinar, 12/2013., str. 1133. – 1137., casopis-gradjevinar.hr